# Lieskovec (Prešov)
|  | No s'ha de confondre amb Lieskovec (Banská Bystrica). |

Lieskovec és un poble i municipi d'Eslovàquia. Es troba a la regió de Prešov, al nord del país.

## Història
La primera referència escrita de la vila data del 1430.

## Demografia
| Godina             | 1994 | 2004   | 2014   | 2024   |
| ------------------ | ---- | ------ | ------ | ------ |
| Nombre de persones | 474  | 458    | 443    | 414    |
| Diferència         |      | −3,37% | −3,27% | −6,54% |

| Godina             | 2023 | 2024   |
| ------------------ | ---- | ------ |
| Nombre de persones | 417  | 414    |
| Diferència         |      | −0,71% |